# 贞丰佛肚苣苔
贞丰佛肚苣苔（学名：Oreocharis rosthornii var. crenulata）为苦苣苔科马铃苣苔属下的一个变种。